# Мангри Альварадо
Мангри Альварадо (ідентифікатор WWF: NT1401) — неотропічний екорегіон мангрових лісів, розташований на сході Мексики.

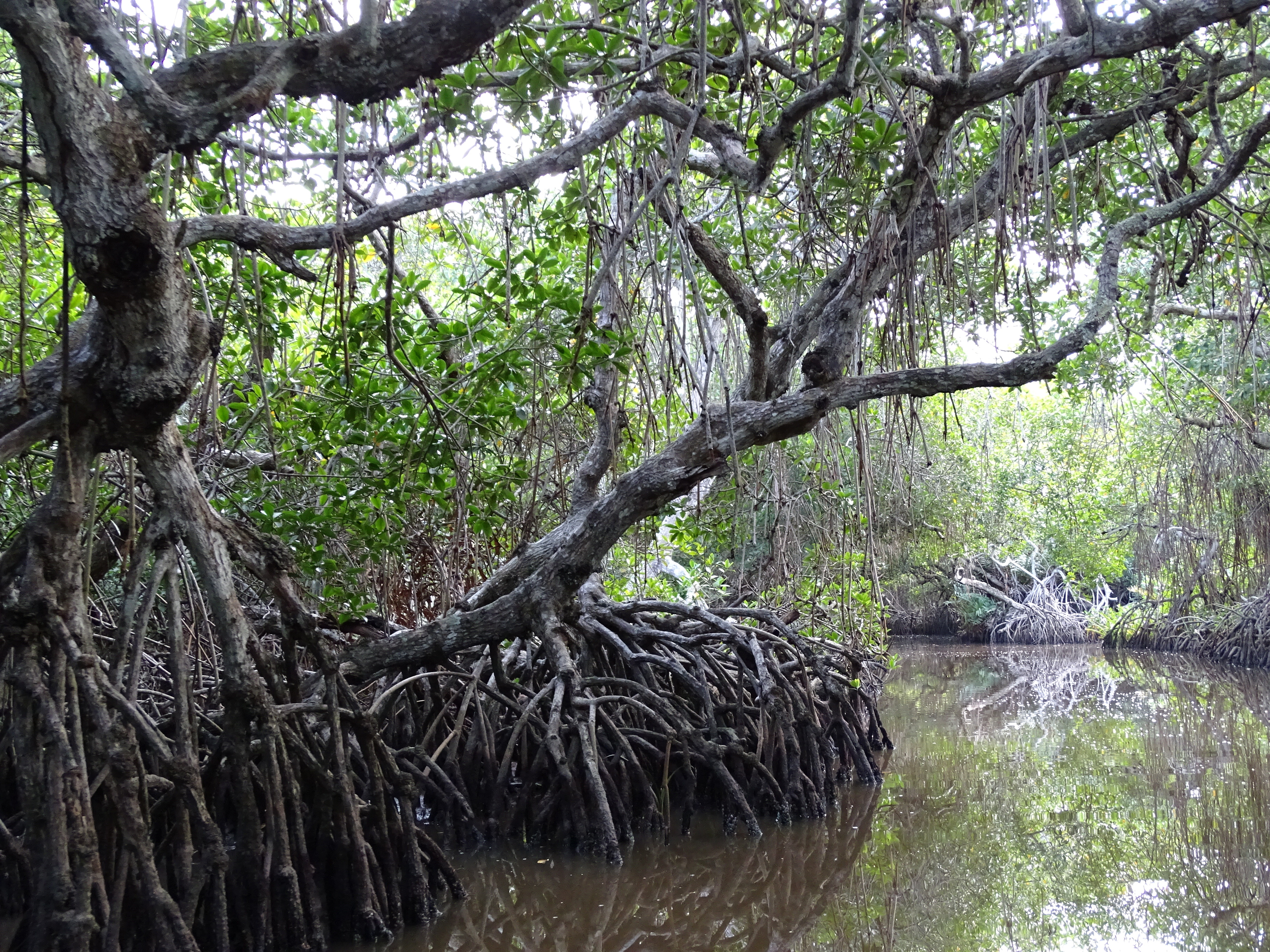
Мангровий ліс поблизу Теколутла (Веракрус)

## Географія
Екорегіон мангрів Альварадо охоплює ділянки мангрових лісів, що простягаються на 700 км уздовж західного узбережжя Мексиканської затоки через територію штатів Тамауліпас та Веракрус. Ці найпівнічніші мангри у західній частині Мексиканської затоки здебільшого зустрічаються у гирлах річок та у мілководних прибережних лагунах, на глибоких, багатих на органічні речовини глинистих ґрунтах. Тут прісна вода змішується з солоною морською водою, що забезпечує перевагу солестійким видам мангрових дерев. Порівняно з мангровими лісами, поширеними далі на південь, більший річковий стік забезпечує нижчий рівень солоності води у лагунах. У внутрішніх районах мангри переходять у вологі ліси Веракрусу, сухі ліси Веракрусу та у вологі ліси Петену і Веракрусу. Загальна площа екорегіону становить приблизно 4400 км².
Основні ділянки мангрових лісів екорегіону розташовані (із півночі на південь):
- на північ від портового міста Альтаміра[en], у прибережній лагуні, куди впадають кілька річок;
- у гирлі річки Тамесі[en], яка впадає у Мексиканську затоку поблизу Тампіко, та у кількох сусідніх лагунах;
- у гирлі річки Пануко, яка впадає у Мексиканську затоку поблизу Тампіко, та у кількох сусідніх лагунах;
- у лагуні Таміахуа[es], яка лежить за мисом Роха за 50 км на південь від Пануко;
- у гирлі річки Тукспан[en], яка впадає у Мексиканську затоку на південь від лагуни Таміахуа;
- у гирлі річки Теколутла[en] та у прибережних лагунах, що простягаються на 30 км на південь і північ від цього гирла;
- у лагуні Альварадо[es] та у гирлі річки Папалоапан;
- у лагуні Сонтекомапан[en] біля підніжжя гір Сьєрра-де-лос-Тустлас;
- у гирлі річки Коацакоалькос, яка впадає у Мексиканську затоку поблизу Коацакоалькоса.

## Клімат
В межах екорегіону переважає саванний клімат (Aw за класифікацією кліматів Кеппена). Середньорічна кількість опадів коливається від 1200 до 2500 мм, збільшуючись з півночі на південь. Більшість опадів в регіоні випадає під час літнього сезону дощів, тоді як взимку триває яскраво виражений сухий сезон.

## Флора
У манграх Альварадо зустрічаються три види мангрових дерев — червоні мангри (Rhizophora mangle), чорні мангри (Avicennia germinans) та білі мангри (Laguncularia racemosa). Поширення окремих видів визначається солоністю води та ступенем затоплення території. Червоні мангрові дерева (Rhizophora mangle), що можуть виростати до 17 м заввишки, є найбільш стійким видом мангрів, оскільки зустрічаються на відкритому океанічному узбережжі та на окраїнах лагун, тоді як чорні мангри (Avicennia germinans) та білі мангри (Laguncularia racemosa) поширені у районах, де більш відчутний вплив прісної води.
У мангрових лісах регіону зустрічається багато епіфітів та характерних мангрових папоротей (Acrostichum aureum), які вказують на низьку солоність води. Окрім мангрових дерев, на узбережжях лагун та річок зустрічаються водяні пахіри (Pachira aquatica), морські гібіски (Hibiscus tiliaceus) та белізькі зигії (Zygia peckii), а у самих лагунах — різноманітна вільноплаваюча водна рослинність. Як і в більшості мангрових екорегіонів, у манграх Альварадо трав'янисті рослини не надто поширені, оскільки вони не терплять сильних коливань припливів та відпливів.

## Фауна
Мангри Тамауліпасу та Веракрусу є важливим середовищем проживання для багатьох видів тварин. Вони утримують величезні популяції молюсків, крабів, личинок безхребетних та інших організмів, що складають нижню ланку харчового данцюга. Ними живиться багато водно-болотних птахів, зокрема численні перелітні види, які зимують у лагунах екорегіону, та зупиняються у них під час міграції для пошуку їжі та відпочинку. Серед характерних птахів, поширених у мангрових заростях екорегіону, слід відзначити червонодзьобого свистача (Dendrocygna autumnalis), мангрового кукліло (Coccyzus minor), юкатанську амазилію (Amazilia yucatanensis), трибарвну чепуру (Egretta tricolor), рудошию чепуру (Egretta rufescens), мексиканську бушлю (Tigrisoma mexicanum), бурого пелікана (Pelecanus occidentalis), міктерію (Mycteria americana), неотропічного лапчастонога (Heliornis fulica), жовтолобу якану (Jacana spinosa), карибського мартина (Leucophaeus atricilla), канюка-рибалку (Busarellus nigricollis), чорного канюка-крабоїда (Buteogallus anthracinus), великого канюка-крабоїда (Buteogallus urubitinga), амазонійського рибалочку (Chloroceryle amazona), жовтогорлого тукана (Ramphastos sulfuratus), білочеревого віреона (Vireo flavoviridis), мангрову білозорку (Tachycineta albilinea) та чорноволого трупіала (Icterus gularis).
В мангрових заростях екорегіону зустрічається багато різноманітних ссавців, зокрема веракруські білохвості олені (Odocoileus virginianus veraecrucis), койоти (Canis latrans), дев'ятипоясні броненосці (Dasypus novemcinctus) та північні тамандуа (Tamandua mexicana). У лагунах регіону іноді зустрічаються американські ламантини (Trichechus manatus), які живляться водною рослинністю. Серед плазунів, які зустрічаються в екорегіоні, слід відзначити центральноамериканського крокодила (Crocodylus moreletii), звичайну ігуану (Iguana iguana), мексиканську шипохвосту ігуану (Ctenosaura acanthura) та імператорського удава (Boa imperator).

## Збереження
Манграм екорегіону загрожує вирубка мангрових лісів, видобування нафти та забруднення води внаслідок промислової і сільськогосподарської діяльності. Основними природоохоронними територіями екорегіону є Національний парк рифів Веракрусу та Біосферний заповідник Сьєрра-де-Тамауліпас. Багато лагун екорегіону, зокрема лагуни Таміахуа, Альварадо та Сонтекомапан, визнані Рамсарськими водно-болотними угіддями міжнародного значення.